# Marble Hall (Derby)

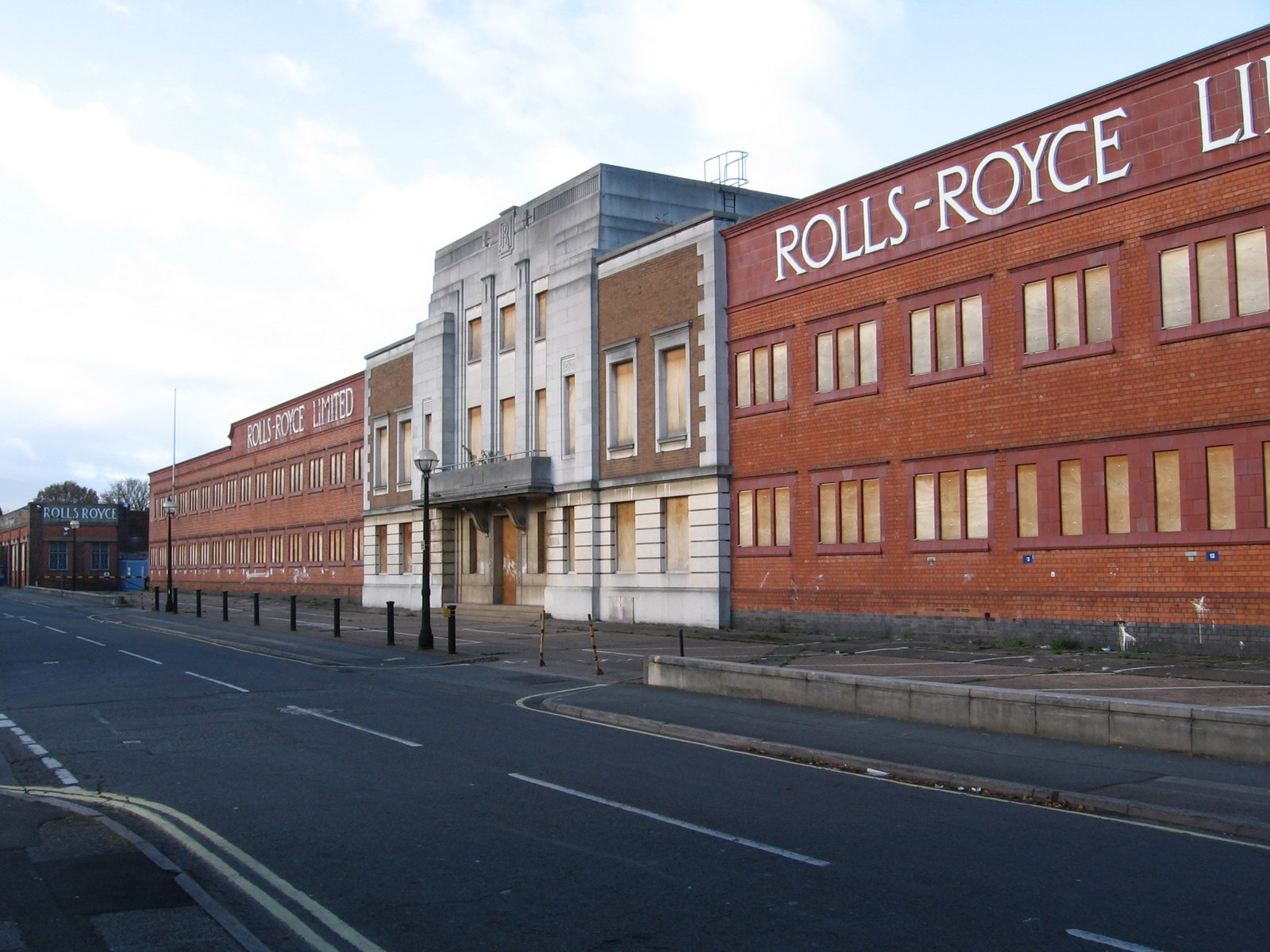
Fachada fotografiada en 2010, mirando al suroeste.

Marble Hall es un bloque de oficinas de la antigua fábrica de Rolls-Royce Limited en Osmaston, Derby, Inglaterra. La fábrica se desarrolló a partir de 1907 para fabricar el Rolls-Royce Silver Ghost. Marble Hall se construyó en 1912 y fue el lugar donde se tomaron decisiones importantes durante la historia de Rolls-Royce como fabricante de motores para automóviles y aviones. Marble Hall se modificó significativamente en 1938 y se agregó una entrada de estilo clásico revestida con piedra de Pórtland y una puerta cochera desde la cual los clientes podían recoger sus autos terminados. La fábrica cerró en 2008, el Marble Hall pasó a ser propiedad del Ayuntamiento de Derby y, a partir de 2014, fue reformado para albergar oficinas para pequeñas y medianas empresas.

## Descripción

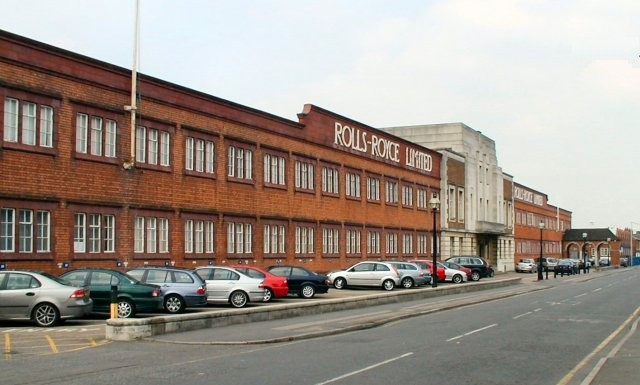
En la foto de 2005 mirando al noreste, puerta cochera en la distancia.

Marbel Hall es una estructura larga, de planta rectangular, que da a Nightingale Road, Osmaston, que corre de noreste a suroeste. Es una estructura de acero con elementos de ladrillo rojo, terracota y piedra de Pórtland. La fachada principal, más de 100 metros (109,4 yd) de largo, tiene 2 pisos de altura y está formado por 38 tramos. Los nueve tramos centrales fueron remodelados en 1938 para formar una entrada decorativa de estilo clásico. Ahora es una estructura de 5 bahías y 3 pisos, flanqueada por dos porciones de 2 bahías y 2 pisos. La sección central está completamente revestida con piedra de Pórtland, mientras que las partes laterales tienen ladrillo rojo en el nivel del primer piso, dentro de un marco de piedra. Un balcón poco profundo se asienta sobre la entrada principal que tiene una puerta empotrada con un borde moldeado Guilloché. La mampostería de la planta baja de la entrada tiene juntas en V acanaladas prominentes. En los niveles del primer y segundo piso, la entrada presenta dos pilastras centrales flanqueadas por dos pilastras más anchas, que imitan contrafuertes. Un parapeto de piedra sobre la entrada lleva el logotipo de Rolls-Royce.
La estructura de entrada tiene un techo plano. En otros lugares hay una serie de 32 techos inclinados con lucernarios en las caras noreste. A ambos lados de la estructura de la entrada, dos parapetos de terracota llevan letreros que dicen «ROLLS-ROYCE LIMITED». Las ventanas generalmente tienen parteluces con revestimiento de terracota, a excepción de la estructura de la entrada que tiene bordes de piedra de Pórtland.
En el tercera tramo desde el extremo noreste, una puerta cochera de una sola planta se extiende hacia la carretera desde una entrada secundaria. Se cree que esto se usó para que los clientes recogieran automóviles de la fábrica. La puerta cochera presenta tres arcos de medio punto, divididos por columnas de piedra, y un tejado a cuatro aguas de tejas.
El interior tiene falsos techos por todas partes. Aunque muchas características se perdieron en la remodelación de finales del siglo XX, la escalera original de 1912 sobrevive en el extremo noreste y la sala de juntas y la antesala de la década de 1930 conservan sus paneles de madera. La estructura de entrada sobrevive en gran parte en su forma de 1938.

## Historia bajo Rolls-Royce

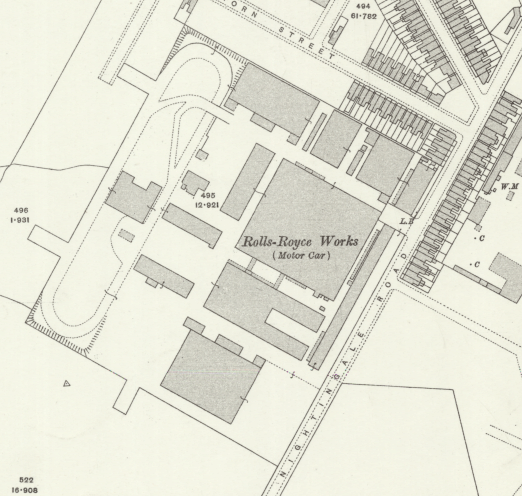
Marble Hall y obras en un mapa de 1912-14.

El sitio de Nightingale Road fue adquirido por Rolls-Royce en marzo de 1907. Los trabajos para erigir edificios de ensamblaje, con el diseño modular de Henry Royce, comenzaron más tarde ese año. El sitio del Marble Hall se dejó vacío deliberadamente para el desarrollo futuro. Marble Hall fue diseñado por R. Weston and Son y construido en 1912 como oficinas comerciales para la fábrica y se inauguró al año siguiente. Originalmente una estructura bastante simple, se hicieron modificaciones a los diseños de Arthur Eaton and Son en 1938, agregando la entrada decorativa y la puerta cochera. Debido a las columnas de piedra caliza pulida de estilo toscano en el vestíbulo de entrada de 1938, el sitio se conoció como Marble Hall («salón de mármol»).
La fábrica de Nightingale Road se construyó para fabricar el Rolls-Royce Silver Ghost. Durante la Primera Guerra Mundial, el sitio se convirtió en la producción de motores de aviones como el Rolls-Royce Eagle, unos 4500 de los cuales se fabricaron y montaron en más de 50 tipos de aviones. En el período de entreguerras, los motores de aviación se convirtieron en el principal negocio de Rolls-Royce y las oficinas de Osmaston ayudaron a diseñar el motor Rolls-Royce Merlin. La fabricación de automóviles en Osmaston cesó en 1946 y en las décadas de 1960 o 1970 el Marble Hall se amplió hacia la parte trasera. El sitio de Osmaston continuó diseñando y fabricando motores de aviones hasta 2008, cuando la producción se trasladó a un sitio más grande al sur en Sinfin, y se consideró que el sitio de Osmaston era demasiado pequeño y costoso para modernizar.

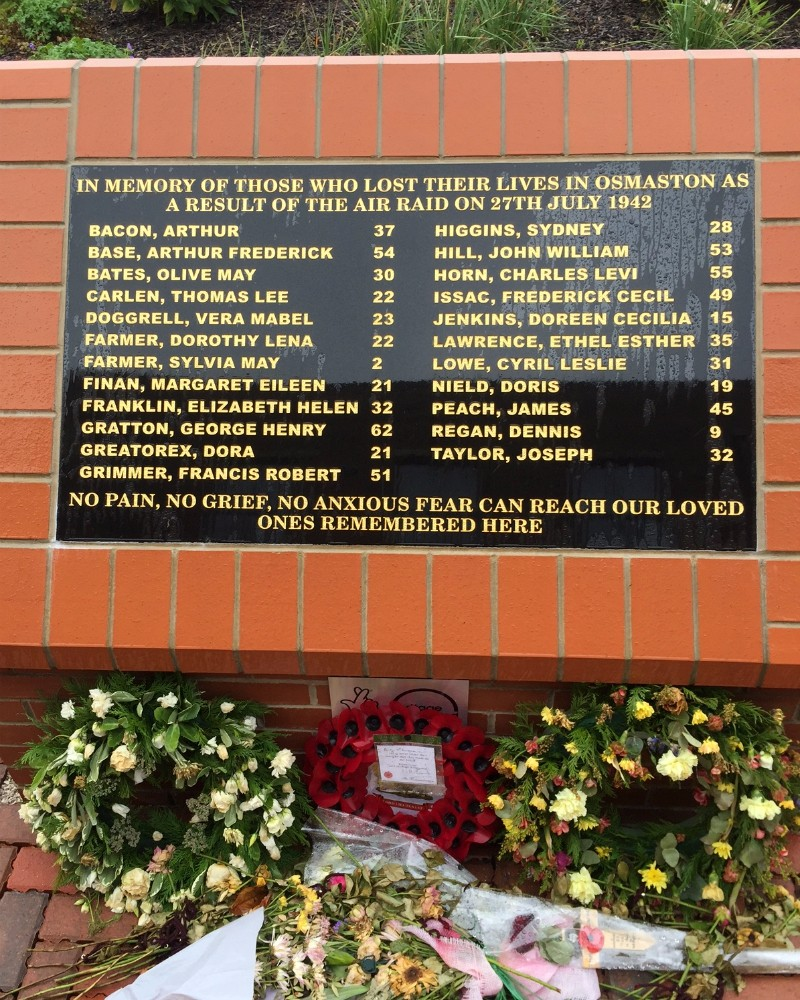
Monumento al bombardeo.

Durante la Segunda Guerra Mundial, los bombarderos alemanes lanzaron cuatro bombas en el sitio y las calles cercanas el 27 de julio de 1942, matando a 23 personas. En 2017 se instaló una placa conmemorativa de los bombardeos. La fábrica instaló la Rolls-Royce Battle of Britain Memorial Window que marca su contribución a la Batalla de Inglaterra, esto fue presentado por el Mariscal de la Real Fuerza Aérea Arthur Tedder en 1949. La ventana mostraba una figura de pie sobre una hélice de motor aeronáutico Merlin con un águila dorada detrás de él. Rolls-Royce retiró el cristal original en 2009 y lo instaló en su centro de formación.

## Reurbanización
Marble Hall recibió la protección legal de Historic England el 3 de febrero de 2009 cuando fue designado edificio catalogado de grado II. La organización citó el papel histórico del edificio como oficinas donde se tomaron decisiones clave de diseño y producción, así como su calidad y condición arquitectónica. El resto de la fábrica se planeó para el desarrollo residencial y fue demolido en 2014, dejando el Marble Hall como la única estructura sobreviviente. El permiso de planificación para 400 viviendas se otorgó en 2020 y en mayo de 2022 el Ayuntamiento de Derby vendió el sitio a Keepmoat Homes, que se desarrollará bajo el nombre de Marble Square.
Marble Hall sigue siendo propiedad del Ayuntamiento de Derby. Fue remodelado entre 2014 y 2016 para proporcionar un centro comunitario con salas de reuniones, guardería y cafetería. La estructura está gestionada por Connect Derby y ofrece 2600 metros cuadrados (3109,6 yd²) de espacio interno. Unas 42 oficinas, que van desde 100-800 pies cuadrados (929-7432,2 dm²), se proporcionan para las pequeñas y medianas empresas. Como parte de la renovación de £ 4,7 millones, se instaló una réplica de la ventana de la Batalla de Gran Bretaña. También se llevaron a cabo obras para preservar la estructura de acero original de 1912 en las claraboyas, volver a exponer el mosaico original y actualizar las luces art déco a los estándares modernos. También se instalaron ascensores en la estructura.